# Capixaba
Capixaba là một đô thị thuộc bang Acre, Brasil. Đô thị này có diện tích 1713 km², dân số năm 2007 là 6096 người, mật độ 3,56 người/km².